# Kennington (Oxfordshire)
Pour les articles homonymes, voir Kennington (homonymie).
Kennington est une paroisse civile et un village de l'Oxfordshire, en Angleterre.